# Gurania sinuata
Gurania sinuata là một loài thực vật có hoa trong họ Cucurbitaceae. Loài này được (Benth.) Cogn. mô tả khoa học đầu tiên năm 1876.